# Pselliophora terminalis
Pselliophora terminalis är en tvåvingeart som beskrevs av Enrico Adelelmo Brunetti 1911. Pselliophora terminalis ingår i släktet Pselliophora och familjen storharkrankar.
Artens utbredningsområde är Vietnam. Inga underarter finns listade i Catalogue of Life.